# Pięciornik skalny
Pięciornik skalny (Drymocallis rupestris (L.) Soják) – gatunek rośliny należący do rodziny różowatych, przeniesiony w końcu XX wieku wraz z sekcją sect. Rupestres z rodzaju pięciornik Potentilla do rodzaju Drymocallis. Występuje w dużej części Europy (bez jej północnych, wschodnich i południowych krańców), w Maroku i regionie Kaukazu. W Polsce jest rzadki i występuje tylko w środkowej części kraju – brak go na wybrzeżu, w górach i w pasie wyżyn (z wyjątkiem pojedynczych stanowisk na Wyżynie Lubelskiej i w Górach Świętokrzyskich.

## Morfologia

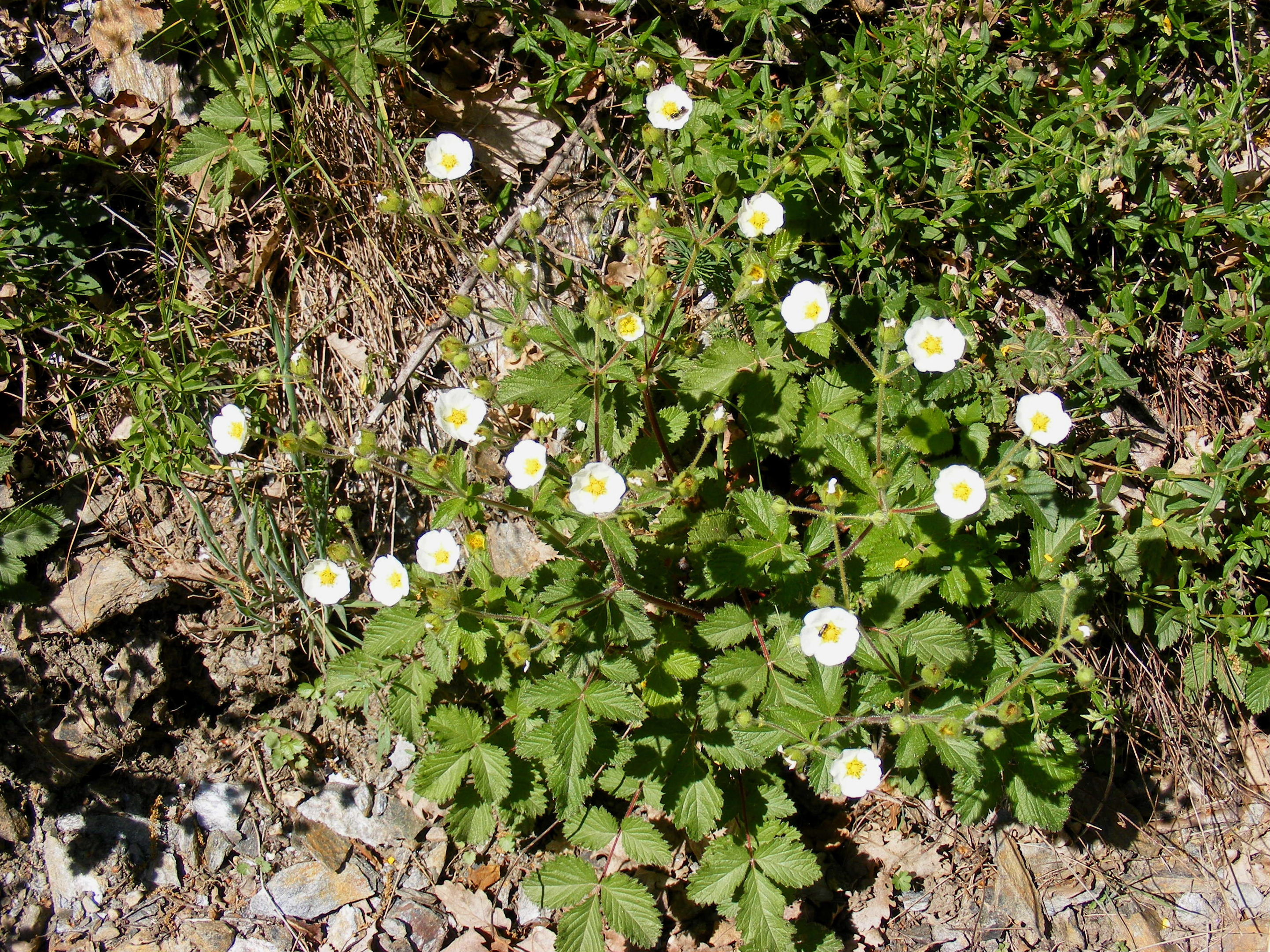
Pokrój

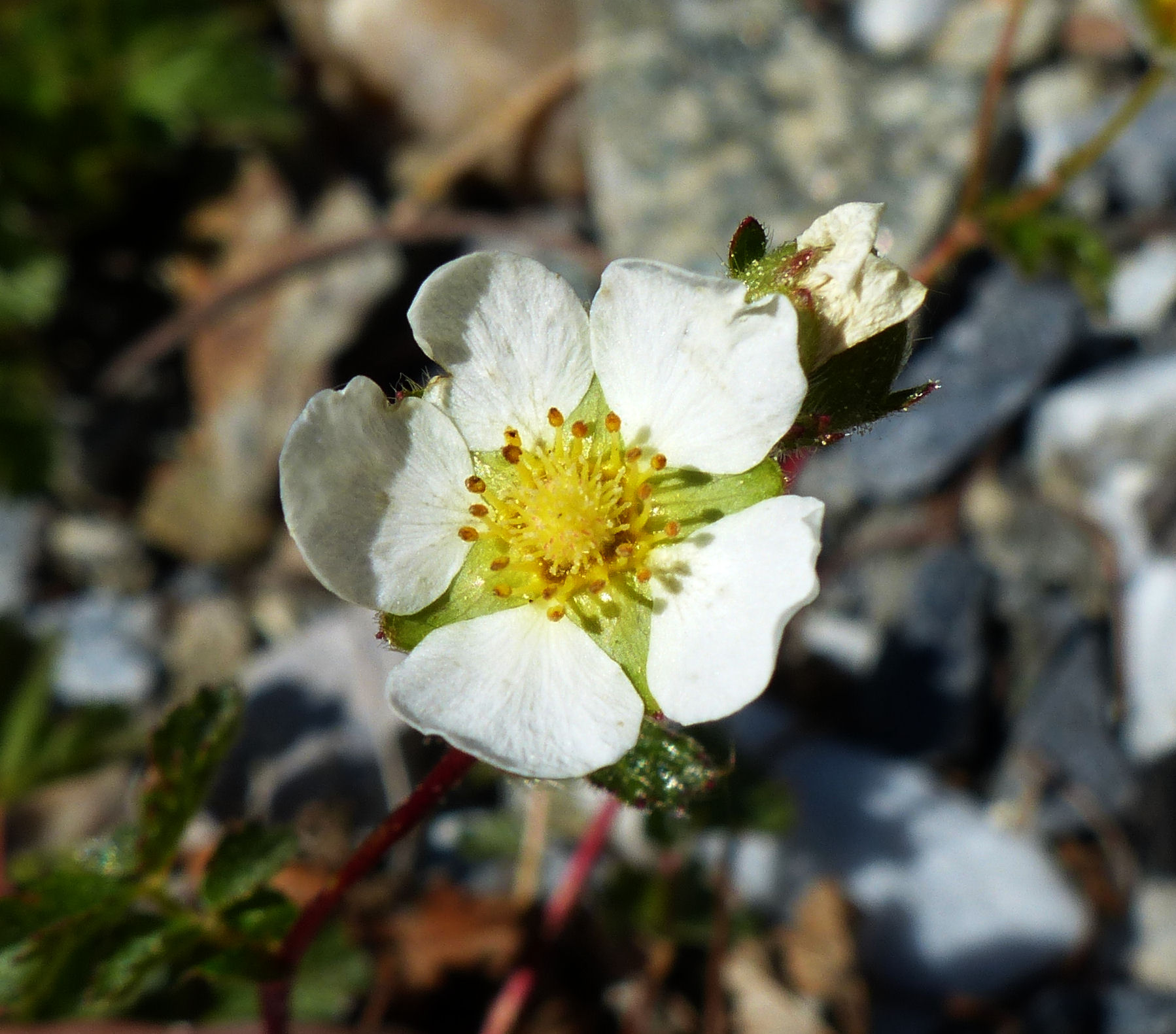
Kwiat

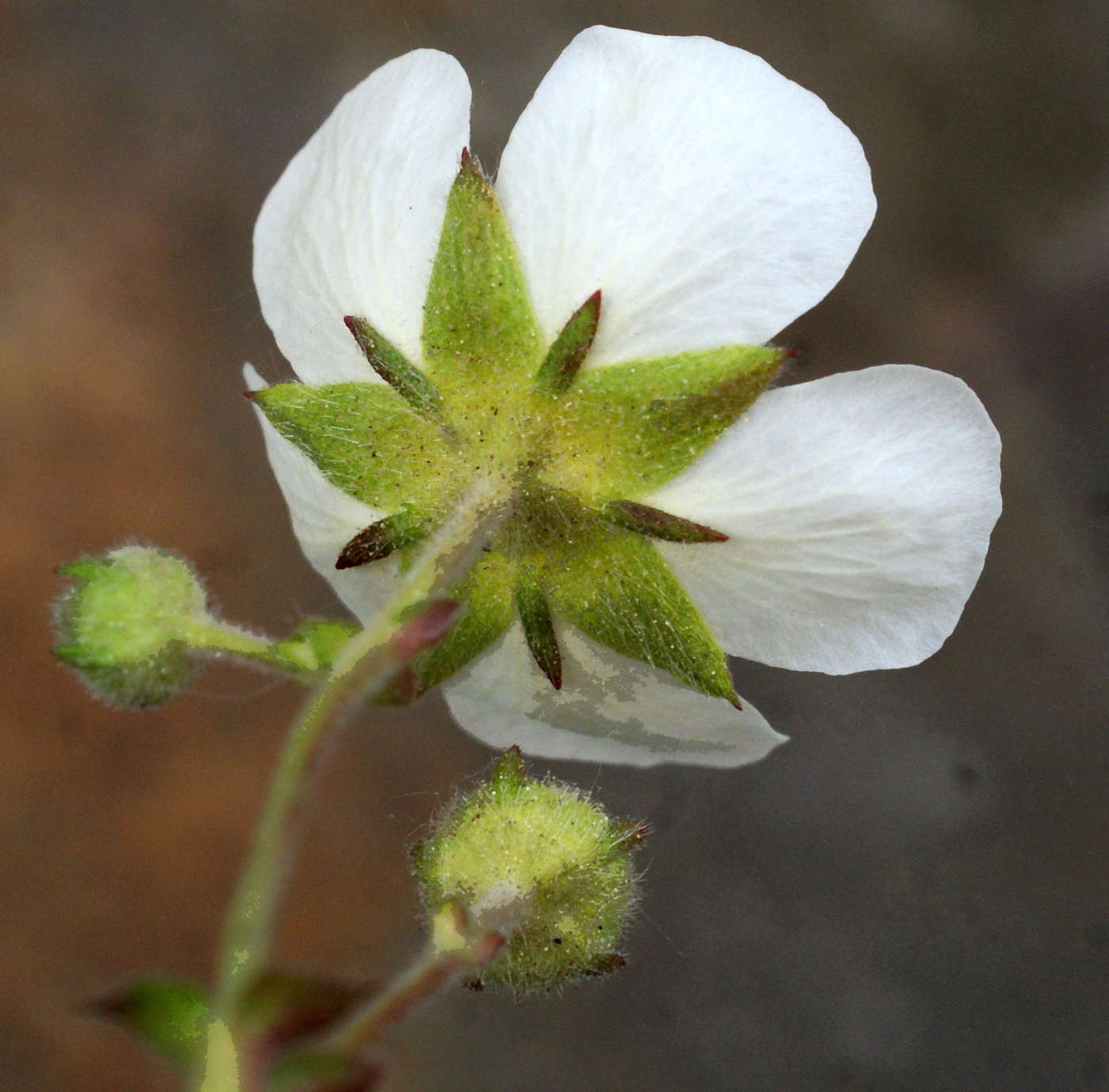
Kwiat

ŁodygaOwłosiona, czerwono nabiegła, w górnej części widlasto rozgałęziona i gruczołowata, do 50 cm wysokości.
LiścieLiście dolne 5-9-listkowe, liście górne - 3-listkowe. Listki jajowate, nierówne, podwójnie karbowane.
KwiatyBiałe, 5-płatkowe.
OwocNagi, gładki.

## Biologia i ekologia
Bylina. Rośnie w suchych lasach sosnowych, na zboczach i w zaroślach. Kwitnie w maju i czerwcu.

## Zagrożenia i ochrona
Roślina umieszczona na Czerwonej liście roślin i grzybów Polski (2006) w grupie gatunków narażonych na wyginięcie (kategoria zagrożenia V). W wydaniu z 2016 roku otrzymała kategorię EN (zagrożony). Objęta ścisłą ochroną.